# Gerald Ouellette
Joseph Raymond Gerald „Gerry” Ouellette (ur. 14 kwietnia 1934 w Windsorze, zm. 2 września 1975 tamże) – kanadyjski strzelec sportowy. Złoty medalista olimpijski z Melbourne.
Specjalizował się w strzelaniu z karabinku małokalibrowego. Brał udział w dwóch igrzyskach na przestrzeni dwunastu lat (IO 56, IO 68). W 1956 triumfował na dystansie 50 metrów w pozycji leżącej. Dwukrotnie, w 1959 i 1967, był srebrnym medalistą igrzysk panamerykańskich.
Zginął w katastrofie samolotu 25 mil od Windsoru.